# Christina Schwanitz
Christina Schwanitz (Dresden, 24 de dezembro de 1985) é uma atleta alemã especializada no arremesso de peso.
Estreou no atletismo internacional com uma medalha de bronze no Campeonato Mundial Júnior de Atletismo de 2004, na Itália. Nos anos seguintes conquistou medalhas em campeonatos europeus e em 2013 foi medalha de prata em seu primeiro torneio mundial adulto, Moscou 2013. Seguiu-se um título indoor no Campeonato Mundial de Atletismo em Pista Coberta de 2014 em Sopot, Polônia, e no ano seguinte conquistou a medalha de ouro no Campeonato Mundial de Atletismo de 2015, em Pequim.
Depois de um sexto lugar na Rio 2016, ganhou mais uma medalha em Mundiais, de bronze, em Doha 2019. Sua ultima competição internacional foi nos Jogos de Tóquio 2020, onde não se classificou para a final da prova.